# Mount McKinley
Mount McKinley (także Denali) – szczyt górski będący najwyższym punktem Ameryki Północnej (co zapewnia mu miejsce w Koronie Ziemi), położony w górach Alaska, na terenie Parku Narodowego Denali w stanie Alaska w Stanach Zjednoczonych. Jego wysokość to 6190 m n.p.m.

## Geologia
Góra ta zbudowana jest ze skał krystalicznych (głównie granitów i łupków krystalicznych). Jej masyw jest stale pokryty śniegiem i lodowcami, a największy z nich – o długości około 50 km – to lodowiec Muldrow. Względem otaczających go dolin występuje u jego stoków jedna z największych deniwelacji na świecie – ponad 5500 metrów (dla porównania Mount Everest ma około 3700 metrów wysokości względnej). Ze względu na położenie bliżej bieguna północnego ciśnienie atmosferyczne na szczycie odpowiada ciśnieniu na wysokości 6900 m n.p.m. mierzonemu w okolicy równika. Na szczycie notuje się bardzo niską temperaturę powietrza (do −60 °C) oraz wiatr o prędkości dochodzącej do 160 km/h.
W 1952 roku wyznaczono wysokość góry na 6193 m n.p.m. Wynik ten został zrewidowany w 2015 roku, dzięki użyciu technologii GPS. Po ponownych pomiarach wysokość wynosi 6190 m n.p.m..

## Nazwa

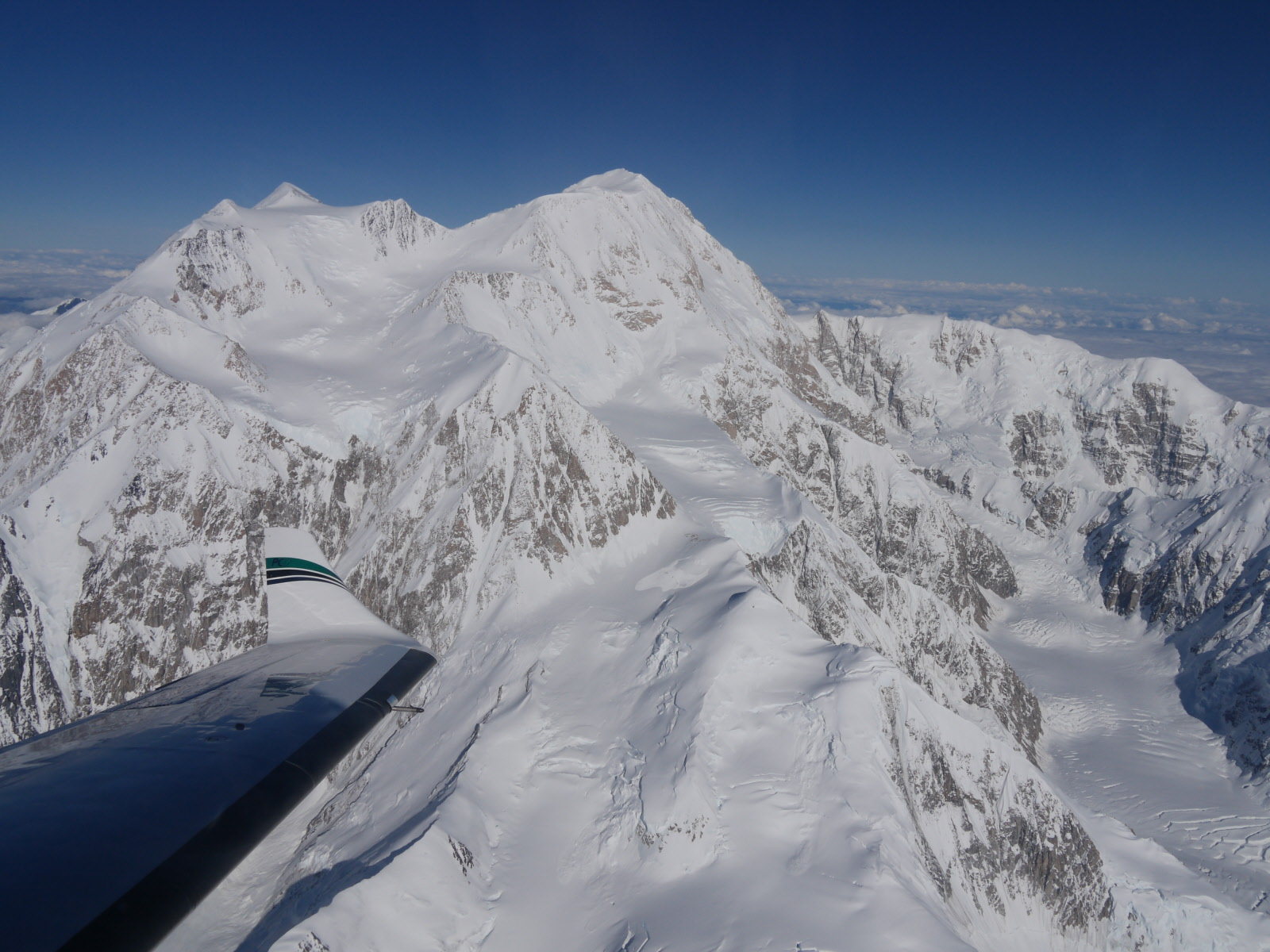
Zachodnie stoki Denali

Oficjalna nazwa szczytu jest przedmiotem trwających ponad 100 lat kontrowersji i debat publicznych. Jedna z jego dwóch utrwalonych nazw, Denali pochodzi od słowa deenaalee i oznacza „wielki” lub „wysoki” w języku koyukon używanym przez rdzenne plemię Koyukon, wchodzące w skład grupy Atabasków, zamieszkującej obszar na północ od gór Alaska. Inne okoliczne rdzenne ludy miały własne nazwy dla szczytu – nazwy przedmiotowej góry można znaleźć w sumie w siedmiu różnych rdzennych językach Alaski. 
Pierwsza pochodząca ze źródeł innych niż te związane ze rdzenną ludnością Alaski informacja na temat szczytu została podana przez brytyjskiego podróżnika George’a Vancouvera w 1794 roku. Wówczas, podczas żeglowania po Zatoce Cooka, Vancouver dostrzegł coś, co opisał jako „położone w oddali potężne góry pokryte śniegiem, wyraźnie od siebie oddzielone” – obecnie historycy powszechnie uznają te słowa za pierwszy pisemny opis dwóch najwyższych szczytów gór Alaska: Denali i towarzyszącego mu Mount Foraker. Szczyt był także znany XVIII-wiecznym i XIX-wiecznym rosyjskim kolonizatorom Alaski, którzy przeważnie stosowali wobec niego nawiązującą do jego wysokości nazwę Bolszaja Gora (ros. Большая Гора, pol. „Wielka Góra”), jednak w 1834 roku odkrywca Andriej Głazunow nazwał go Tenada, co wywodziło się od atabaskańskiego słowa Deg Hit’an i oznaczało „wielką górę”. 
W 1867 roku Alaska została zakupiona przez Stany Zjednoczone od Rosji. Od końca lat 80. XIX wieku górę nazywano Densmore’s Mountain na cześć Franka Densmore’a, poszukiwacza złota będącego pierwszym Europejczykiem, który dotarł do podnóża góry. W 1896 roku inny poszukiwacz złota, William Dickey, jako pierwszy użył wobec szczytu nazwy Mount McKinley jako wyraz politycznego wsparcia dla kandydata w ówczesnych wyborach na prezydenta USA Williama McKinleya, który ostatecznie wygrał i objął urząd prezydenta w następnym roku. Nazwa Mount McKinley uzyskała umocowanie prawne 26 lutego 1917 roku za sprawą podpisanego wówczas przez 28. prezydenta Stanów Zjednoczonych Woodrowa Wilsona aktu prawnego Mount McKinley National Park Act, powołującego do życia park narodowy Mount McKinley National Park. 
W 1975 roku władze stanu Alaska przegłosowały przywrócenie nazwy Denali i rozpoczęły się starania, by została ona zatwierdzona przez Gabinet Stanów Zjednoczonych. W opozycji przez ponad 40 lat stali przede wszystkim politycy ze stanu Ohio, z którego pochodził William McKinley, opowiadający się za utrzymaniem dotychczasowej nazwy, mimo braku powiązań byłego amerykańskiego prezydenta z Alaską. W 1980 roku na mocy ustawy Alaska National Interest Lands Conservation Act zmieniono nazwę parku narodowego wokół góry na Denali National Park and Preserve, jednak oficjalną nazwą góry pozostała nazwa Mount McKinley. 28 sierpnia 2015 roku, decyzją sekretarz zasobów wewnętrznych Stanów Zjednoczonych Sally Jewell, przywrócona została pierwotna nazwa góry: Denali. Odpowiadająca za ustalanie w Polsce miejscowych egzonimów Komisja Standaryzacji Nazw Geograficznych poza Granicami Rzeczypospolitej Polskiej nie musiała podejmować żadnej decyzji w sprawie nazewnictwa przedmiotowego szczytu, gdyż nie miał on ustalonego polskiego egzonimu i pod tym względem sytuacja się nie zmieniła.
20 stycznia 2025 roku świeżo zaprzysiężony 47. prezydent Stanów Zjednoczonych Donald Trump podpisał rozporządzenie wykonawcze, w którym m.in. nakazał Sekretarzowi Zasobów Wewnętrznych przywrócenie w ciągu 30 dni górze nazwy Mount McKinley. Zgodnie z tym zarządzeniem park narodowy, na którego terenie znajduje się góra, zachowuje nazwę Denali National Park and Preserve.

## Zdobycia szczytu
Po raz pierwszy szczyt został zdobyty 7 czerwca 1913 roku przez Hudsona Stucka, Harry’ego Karstensa, Waltera Harpera i Roberta Tatuma. 1 marca 1967 roku jako pierwsi w zimie weszli na szczyt Art Davidson, Dave Johnston i Ray Genet. Pierwszym Polakiem, który wspiął się na Denali (wówczas Mount McKinley) – 31 lipca 1970 roku – był Marek Głogoczowski. W 1974 i 1985 roku odbyły się kolejne polskie wyprawy alpinistyczne na szczyt.
23–28 maja 1989 roku na szczyt weszli (południową ścianą, trudnym filarem Cassina) czterej uczestnicy wyprawy Polskiego Klubu Górskiego: Leszek Cichy, Paweł Kubalski, Leszek Wolański i Andrzej Niżyński.